# 蔡桥水库
蔡桥水库是中国安徽省滁州市定远县境内的一座水库，位于淮河水系蔡桥河上，建于1973年。水库正常库容为2920万立方米，集雨面积为134平方千米，海拔为49.1米。